# حزب الطاشناق

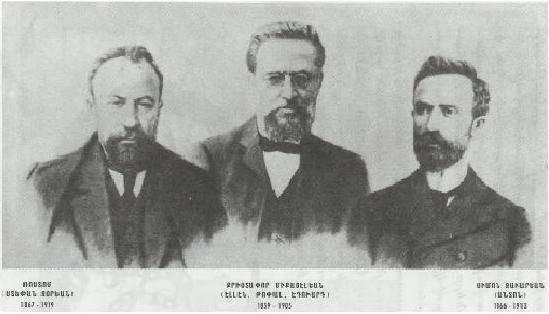
مؤسسو حزب الطاشناق من اليسار إلى اليمين: ستيبان زوريان وكريستابور ميكايليان وسيمون زافاريان

الاتحاد الثوري الأرمني (بالأرمنية: Հայ Յեղափոխական Դաշնակցութիւն) وتُقرأ «هاي هيغابوخاكان داشناكتسوتيون» وتختصر طاشناق (بالأرمنية:Դաշնակ) أو (بالأرمنية:ՀՅԴ) «هوْ هيْ تا». هو حزب سياسي اشتراكي ديمقراطي أسسه كريستابور ميكائيليان وستيبان زوريان وسيمون زافاريان سنة 1890 في تبليسي للدفاع عن الشعب الارمني المضطهد من قبل السلطات العثمانية.
على أثر مجازر قبل وأثناء وبعد الحرب العالمية الأولى، تمكن العديد من الأرمن الناجين من الهجرة والتوجه إلى دول عربية منها لبنان وسوريا.

## تاريخ الحزب في الدولة العثمانية، روسيا، إيران، أرمينيا
تأسس الحزب عام 1890 باسم«اتحاد الثوريين الأرمن»، وكان منظمة سياسية تشكلت إثر اتحاد المجاميع الثورية التقدمية الأرمنية، وتسميته باسم «الاتحاد الثوري الأرمني» في الاجتماع العام الأول للحزب عام 1892.
شارك الحزب منذ أيامه الأولى بتنظيم المقاومة الأرمنية ضد المذابح التي كانت تحدث ضد الأرمن بين سنتي 1894-1896 من قبل الحكومة العثمانية فانتشرت شعبية الحزب بسرعة في المناطق ذات الكثافة الأرمنية في الدولة العثمانية وروسيا القيصرية.
تعاون الحزب مع الأحزاب الديمقراطية الاجتماعية الموجودة في جميع أنحاء روسيا القيصرية وشارك معهم في الثورة الروسية سنة 1905. قام بتنظيم النقابات العمالية في المناطق ذات الكثافة الأرمنية في روسيا القيصرية.
شارك الحزب في الثورة الدستورية الإيرانية سنة 1906 حيث كان له دور كبير في إشعال الثورة في المناطق ذات الكثافة السكانية الأرمنية في إيران.
انتسب الحزب عام 1907 إلى الأممية الاشتراكية الثانية.
شارك الحزب في ثورة تركيا الفتاة سنة 1908 فجلب الحرية بعض الحقوق للشعب الأرمني فقام بتنظيم حياة الأرمن في الدولة العثمانية من تأسيس اتحادات عمالية وفلاحية ومحاكم. شارك الحزب في الانتخابات العثمانية سنة 1908 حاصلا على أغلبية الأصوات في المحافظات الأرمنية فبدأ الحزب بتوفير الرفاهية الاجتماعية لتلك المناطق وعرفت سياسة الحزب بالمساواة بين جميع فئات القومية في تلك المناطق حيث كان للحزب أعضاء غير أرمن من القوميات الكردية، التركية، الاشورية، الروسية والجورجية.
أعلن الحزب قطع علاقته مع حزب تركيا الفتاة بعد أن تبيّن أن حكومة تركيا الفتاة كانت تخطط بتدبير مجزرة ضد الأرمن والقوميات الأخرى لغرض تأسيس دولة تركية خالية من غير الأتراك. فارتكبت حكومة حزب تركيا الفتاة مجازر أضنة سنة 1909 فتوجه الطاشناق مجددا إلى المقاومة.
ارتكبت الحكومة العثمانية المذبحة الأرمنية بين عامي 1915 و1923 والتي راح ضحيتها أكثر من 1.5 مليون أرمني واستمرت إلى العهد الجمهوري.
قام الطاشناق بتنظيم مقاومة شعبية ضد الحكومة العثمانية لحماية الأرمن وبقية المكونات المضطهدة من المجازر.
طبقت حكومة روسيا المؤقتة التي تأسست بعد ثورة فبراير في عام 1917 نظام اللامركزية الإدارية التي اعترفت بموجبها بحق تقرير المصير للأقليات فشكّل حزب الاتحاد الثوري الأرمني حكومة إقليمية في الإقليم الأرمني من روسيا.
شارك الحزب في تنظيم الجيش الأرمني الذي قاد حرب استقلال أرمينيا ضد القوات العثمانية واستطاعت إعلان استقلال جمهورية أرمينيا بتاريخ 28 مايو من 1918.
فاز الطاشناق بأغلبية الأصوات في الانتخابات البرلمانية الأرمنية فقام الطاشناق ببناء الجامعات والمدارس والمستشفيات والمكتبات العامة وتعبيد الطرق في أرمينيا. كذلك امتازت الجمهورية الأرمنية بكونها دولة ذات نظام رفاهي قوي.
وقّعت الحكومة الأرمنية بقيادة الطاشناق معاهدة سيفر للسلام إذ بموجبها اعترفت أرمينيا باستقلال تركيا وكذلك اعترفت تركيا باستقلال أرمينيا؛ إلا أن أتاتورك لم يفي بوعده حيث قام بحصار المناطق الواقعة غرب أرمينيا فاحتلها بعد مقاومة شديدة مع الجيش الأرمني وأهالي تلك المناطق. أما في أرض كيليكيا فنظم الحزب مع حزب الهنشاك مقاومة شرسة ضد الجيش التركي إلا أن الجيش التركي كان أقوى فتم طرد الأرمن نهائياً من كل من الأراضي الغربية وكيليكيا.
في شهر ديسمبر من عام 1920 دخل الجيش الأحمر إلى أرمينيا فقاد انقلابه ضد الحكومة الأرمنية بقيادة الطاشناق فأدّى الانقلاب إلى اعتقال قياديي الطاشناق والأحزاب الأخرى، فتم تعذيبهم وإعدام أغلبهم.
قاد الطاشناق انتفاضة فبراير ضد الحكومة الشيوعية عام 1921 فقام الطاشناق بتحرير السجناء وإرجاع النظام الديمقراطي إلى أرمينيا، إلا أن الربيع الأرمني لم يدم طويلاً إذ استطاع الشيوعيون إلى الرجوع إلى السلطة في 13 من يوليو من نفس العام فتم حظر الطاشناق في أرمينيا.
انتشر فروع الحزب إلى الشتات الأرمني فانتسب سنة 1923 إلى الأممية الاشتراكية والعمالية حتى عام 1940 (إذ تم حل الأممية).
رجع الحزب إلى أرمينيا بعد الاستقلال من الاتحاد السوفيتي سنة 1991 فناضل على جبهتين: دعم حق تقرير المصير لجمهورية ناغورني غاراباغ ومعارضة سياسات الاستبدادية للرئيس. بعد أن قرر شعب ناغورني غاراباغ الاستقلال من آذربيجان وإنشاء جمهورية مستقلة تم رفض الطلب من آذربيجان فقامت الحكومة الآذرية بحصار ناغورنو غاراباغ وتنظيم مجازر ضد الأرمن المقيمين هناك وحتى في آذربيجان فأعلنت آذربيجان الحرب ضد أرمينيا وغارباغ وفي المقابل أعلن الطاشناق تنظيم جهودها لتشكيل فرق مقاومة فاستطاعت الفرق المقاومة طرد الجيش الآذري من ناغورنو غاراباغ وتم إنهاء الحرب سنة 1994.

## في سوريا
يعتبر حزب الطاشناق في سوريا الممثل الأكبر للسوريين المنحدرين من أصول أرمنية ومنظمهم إلى جانب أحزاب أرمنية أخرى كحزب الهنشاق وحزب الرامغافار، وجميعها أحزاب غير مُعلنة وغير مُعترف بها في سوريا لكن لديها نشاطها.

## في لبنان
الطاشناق في لبنان يعتبر الممثل الأكبر للبنانيين المتحدرين من أصل أرمني وصراعه التقليدي على السلطة على الساحة الأرمنية مقابل حزب الهنشاق وحزب الرامغافار. وتعتبر مناطق بيروت وجبل لبنان ومنطقة عنجر في البقاع، لبنان مناطق تواجد الأرمن بكثافة والمعقل الحقيقي للحزب.

## سياسات الحزب
يدعم الحزب نظام الاقتصاد المختلط، النظام الرفاهي، النظام الديمقراطي، المساواة بين جميع القوميات، الأديان والأجناس وحقوق جميع الطبقات المضطهدة.
الأمين العام الحالي للحزب هو النائب هاغوب بقرادونيان.
ممثلي حزب الطشناق في المجلس النيابي اللبناني
- 1942 ـ 1972: موسيس دير كالوستيان
- 1972 ـ 1992: ميلكون ابليغاتيان
- 1996 ـ 2005: سيبوه هوفنانيان
- 2005 ـ 2009: هاغوب بقرادونيان

صحيفة أزتاك اليومية الصادرة باللغة الأرمنية هي الناطق الرسمي باسم حزب الطاشناق في لبنان.

## المؤسسات الإعلامية
حزب الطاشناق هو حزب عالمي لجميع الأرمن لذلك فهو يملك العديد من وسائل الإعلام من محطة تلفزيونية وعدد من محطات الراديو وصحف أسبوعية ويومية في ما يلي جدول بمؤسساته الإعلامية
| الأسم            | باللغة الأنكليزية  | النوع          | تاريخ البدأ | المكان             | (اللغة)                        | الأنتشار | الموقع الألكتروني         |
| ---------------- | ------------------ | -------------- | ----------- | ------------------ | ------------------------------ | -------- | ------------------------- |
| يركير            | Yerkir             | جريدة أسبوعية  | 1991        | يريفان، أرمينيا    | الأرمنية                       |          | www.yerkir.am             |
| يركير ميديا      | Yerkir Media       | محطة تلفزيونية | 2003        | يريفان، أرمينيا    | الأرمنية                       | —        | www.yerkirmedia.am        |
| اباراج           | Aparaj             | صحيفة أسبوعية  |             | غراباغ،أرمينيا     | الأرمنية                       |          | www.aparaj.nk.am          |
| اليك             | Alik               | صحيفة يومية    | 1931        | طهران، إيران       | الأرمنية                       | 4,350    | www.alikonline.com        |
| هوسابير          | Housaper           | صحفة يومية     | 1913        | القاهرة، مصر       | الأرمنية                       | 250      |                           |
| أزتاك            | Aztag              | صحيفة يومية    | 1927        | بيروت، لبنان       | الأرمنية                       |          | www.aztagdaily.com        |
| صوت فان          | Voice of Van       | محطة راديو     | 1927        | بيروت، لبنان       | الأرمنية                       | —        | www.voiceofvan.net        |
| اسباريز          | Asbarez            | صحيفة يومية    | 1908        | لوس أنجلوس، أمريكا | الأرمنية، الأنكليزية           |          | www.asbarez.com           |
| هايرينيك         | Hairenik           | صحيفة يومية    | 1899        | وترتاون، أمريكا    | الأرمنية                       |          | www.hairenikweekly.com    |
| أرمينة الأسبوعية | Armenian Weekly    | صحيفة اسبوعية  | 1934        | وترتاون، أمريكا    | الأنكليزية                     |          | www.armenianweekly.com    |
| هايتوغ           | Haytoug            | مجلة شبابية    | 1978        | لوس أنجلوس، أمريكا | الأرمنية، الأنكليزية           |          | www.haytoug.org           |
| هوريزون          | Horizon TV         | تلفاز نت       |             | أمريكا             | الأرمنية، الأنكليزية           |          | www.horizonarmeniantv.com |
| هوريزون          | Horizon            | صحيفة أسبوعية  | 1979        | مونتريال، كندا     | الأرمنية، الأنكليزية، الفرنسية |          | www.horizonweekly.ca      |
| نور هاي هوريزون  | Nor Hai Horizon TV | تلفاز نت       | 1993        | تورونتو، كندا      | الأرمنية، الأنكليزية           |          | www.horizontv.ca//        |
| ارزيف            | Ardziv             | مجلة شبابية    | 1991        | تورونتو، كندا      | الأرمنية، الأنكليزية، الفرنسية |          | www.ardziv.org            |
| ارتساكانك        | Artsakank          | صحيفة أسبوعية  |             | نيقوسيا، قبرص      | الأرمنية، الأنكليزية           |          | www.artsakank.com.cy      |
| ازاد اور         | Azat Or            | صحيفة أسبوعية  |             | اثينا، اليونان     | الأرمنية، اليونانية            |          | www.azator.gr             |
| اذاد اليك        | Azat Alik          | رادو انترنت    |             | اليونان            | الأرمنية                       | —        | www.azatalik.gr           |
| راديو يراز       | Radio Yeraz        | راديو انترنت   | 2012        | حلب، سوريا         | الأرمنية                       | —        | www.radioyeraz.com        |
| كانتساسار        | Kantsasar          | صحيفة أسبوعية  | 1978        | حلب، سوريا         | الأرمنية                       | —        | www.kantsasar.com         |

## وصلات خارجية
- الموقع الرسمي لحزب الطاشناق - الاتحاد الثوري الأرمني
- الموقع الرسمي لحزب الطاشناق العالمي بالإنجليزية)
- الموقع الرسمي لجمعية شانت الطلابية التابعة لحزب الطاشناق نسخة محفوظة 25 يوليو 2008 على موقع واي باك مشين.